# فرانك ليدل
فرانك ليدل (بالإنجليزية: Frank Liddell)‏ هو ملحن ومنتج أسطوانات أمريكي، ولد في 13 نوفمبر 1963 في هيوستن في الولايات المتحدة.

## وصلات خارجية
- فرانك ليدل على موقع ميوزك برينز (الإنجليزية)
- فرانك ليدل على موقع ديسكوغز (الإنجليزية)